# Nederländerna i olympiska sommarspelen 1936
Nederländerna deltog med 165 deltagare vid de olympiska sommarspelen 1936 i Berlin. Totalt vann de sex guldmedaljer, fyra silvermedaljer och sju bronsmedaljer.

## Medaljer

### Guld
- Arie van Vliet - Cykling, tempolopp.
- Daan Kagchelland - Segling.
- Rie Mastenbroek - Simning, 100 meter frisim.
- Rie Mastenbroek - Simning, 400 meter frisim.
- Nida Senff - Simning, 100 meter ryggsim.
- Rie Mastenbroek, Willy den Ouden, Jopie Selbach och Tini Wagner - Simning, 4 x 100 meter frisim.

### Silver
- Arie van Vliet - Cykling, sprint.
- Bernard Leene och Hendrik Ooms - Cykling, tandem.
- Johan J. Greter, Jan A. de Bruine och Henri L.M. van Schaik - Ridsport, hoppning.
- Rie Mastenbroek - Simning, 100 meter ryggsim.

### Brons
- Tinus Osendarp - Friidrott, 100 meter.
- Tinus Osendarp - Friidrott, 200 meter.
- Jaap Kraaier - Kanotsport, K-1 1000 meter.
- Nicolaas Tates och Wim van der Kroft - Kanotsport, K-2 1000 meter.
- Piet Wijdekop och Cees Wijdekop - Kanotsport, F-2 10000 meter.
- Henk de Looper, Jan de Looper, Aat de Roos, Rein de Waal, Piet Gunning, Inge Heybroek, Hans Schnitger, René Sparenberg, Ernst van den Berg, Ru van der Haar, Tonny van Lierop och Max Westerkamp - Landhockey.
- Willem de Vries Lentsch och Bob Maas - Segling.